# Amorphophallus margaritifer
Amorphophallus margaritifer là một loài thực vật có hoa trong họ Ráy (Araceae). Loài này được (Roxb.) Kunth mô tả khoa học đầu tiên năm 1837.